# 文化路夜市
文化路（Wenhua Rd.）是台灣嘉義市著名景點之一，位於嘉義市民權路中央廣場以南、垂楊路文化公園以北的文化路約4、500公尺的路段，白天為雙線車道，PM時段19:00到23:00則為行人專用徒步區，禁止車輛進入:294。曾獲選為台灣十大夜市之一、嘉義新八景之一。

## 標誌

文化路夜市Logo

文化路夜市Logo由嘉義市政府於2010年（民國九十九年）1月11日，在公開徵件的56件參賽作品中評選而出。首獎作品由當時就讀國立台北科技大學工業設計系的嘉義子弟吳澂星設計，設計結合了噴水圓環、輻射狀道路、「文」字以及市花艷紫荊等意象。

## 營業特色
文化路夜市劃分三個區域，分別是服飾、小吃與水果攤:294，其中以台灣小吃最為著名，包括雞肉飯、粿仔湯、砂鍋魚頭、米糕、海產粥、蚵仔煎、綠豆湯、生炒鴨肉羹及豆花等等皆相當知名；服飾商家則多由網友口耳相傳，較受年輕族群喜愛。。
另外，店家、攤販之間以接力方式使24小時皆有商家營業，亦是特色之一。一般而言，店家的營業時間約在上午10時、11時到晚間10時，打烊後由路邊攤經營至凌晨4時，而後由賣早餐、蔬果的攤販接續至一般店家第二天早上開店時間為止。
| - 文化路夜市一景 - 設立在文化公園的文化路觀光夜市導覽地圖 - 嘉義市第三信用合作社總社 - 嘉義市第三信用合作社總社 - 文化路夜市近蘭井街一段 - 文化路近蘭井街向南望 - 立於文化路南端與垂楊路交界的文化路觀光夜市標誌，後方為嘉義市文化公園。 |

## 知名小吃

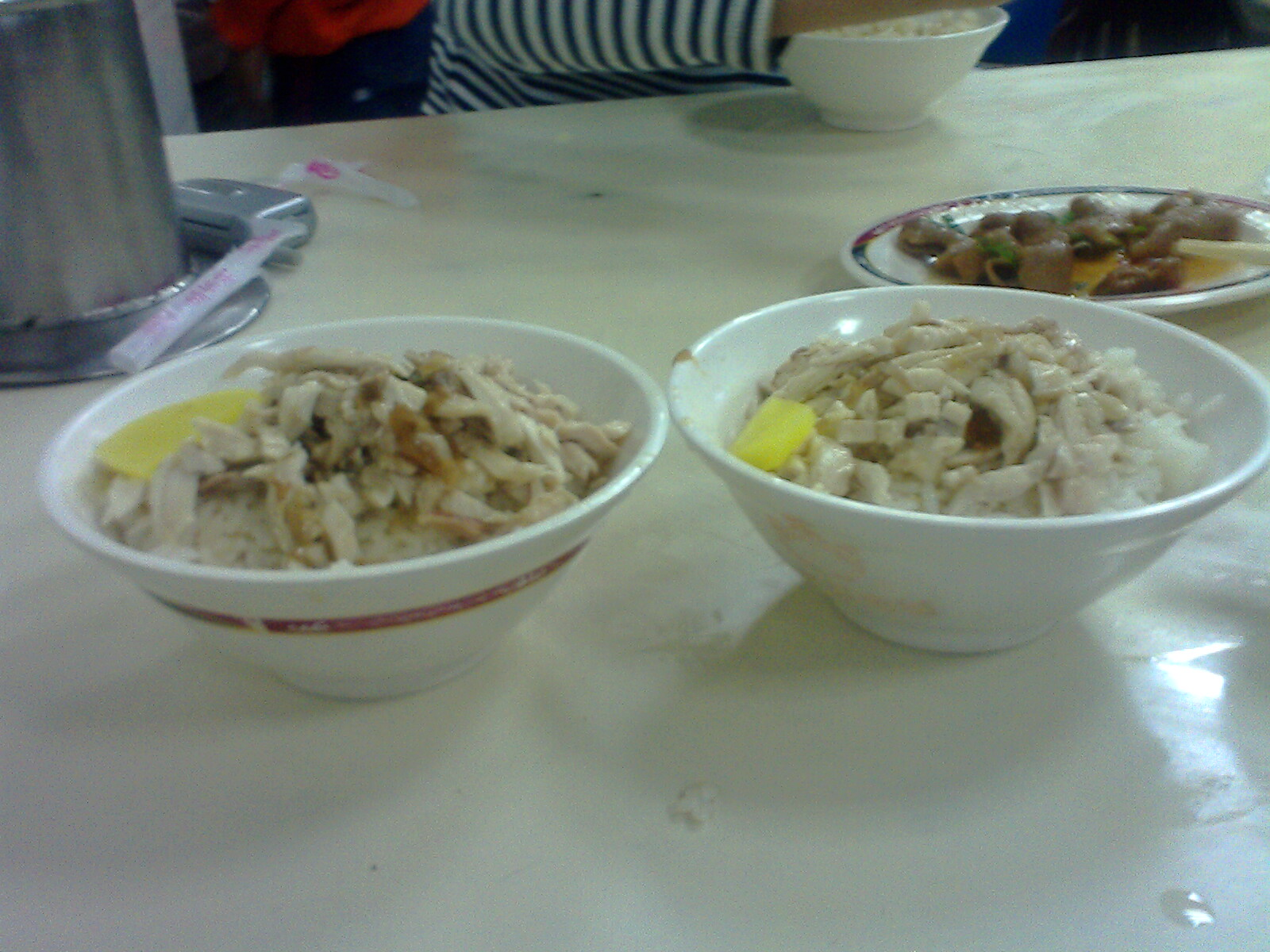
文化路夜市知名小吃：火雞肉飯

- 噴水火雞肉飯：位於中央噴水池旁，1949年由林添壽創立。其火雞肉飯係以臺南市鹽水區合作農場八個月齡的火雞肉，切片或切絲後置於白飯上，淋上肉燥與雞肉湯製成。蔣經國曾三度光臨，為吸引外來客的重要地標。
- 郭家粿仔湯：1945年創立、1962年建立品牌，經營三代的老店。以手工純米現磨的油蔥粿，切塊煮熟後配上豬血湯或粉腸湯，再加入酸菜、韮菜、油蔥、黑胡椒等佐配料而成，其雞肉飯更是當地人的美食。
- 林聰明沙鍋魚頭：取曾文水庫產的大頭鰱魚頭酥炸後，加上多種材料、調味料與高湯煮成的大鍋菜。[1]:299-301
- TEA'S原味：2005年發跡於文化路夜市的連鎖飲料店。
- 初餖紙
- 阿岸米糕(原文化路老張米糕)
- 阿娥豆花
- 新台灣餅舖

## 評價
- 1995年（民國八十四年）票選「嘉義新八景」中，獲得第八名[6]。
- 2010年（民國九十九年）「特色夜市選拔」中，入圍全台十大夜市[5]，並獲得評審團評為「最具特色老店夜市」[7]。
- 消基會在特色夜市選拔結束後進行查訪，認為文化路夜市有「公廁指引非常不清楚」、「未裝設公廁緊急呼叫鈴」、「沒有公用垃圾桶」等缺失，由當時的嘉義市政府建設處處長徐永燦承諾改善[8]。

## 公車資訊
嘉義公車捷運
| 路線  | 業者     | 行先                       | 停靠站   |
| ----- | -------- | -------------------------- | -------- |
| 7211  | 嘉義客運 | 嘉義公園－朴子轉運站       | 文化路口 |
| 7212A | 嘉義客運 | 嘉義公園－故宮南院（本館） | 文化路口 |

嘉義市公車
| 路線                       | 業者     | 行先                                             | 停靠站               |
| -------------------------- | -------- | ------------------------------------------------ | -------------------- |
| 中山幹線 （綠線）          | 國光客運 | 大富路－嘉大蘭潭校區                             | 中央噴水站           |
| 中山幹線支線 （綠A線）     | 國光客運 | 二二八國家紀念公園－嘉大蘭潭校區                 | 中央噴水站           |
| 中山快捷公車 （綠B線）     | 國光客運 | 嘉義高中(啟明路)－嘉義火車站                     | 中央噴水站、文化路口 |
| 光林我嘉線 （黃線）        | 國光客運 | 港坪運動公園－蘭潭                               | 文化路口             |
| 光林我嘉線支線 （黃A線）   | 國光客運 | 港坪運動公園－東洋新村                           | 文化路口             |
| 忠孝新民幹線 （紅線）      | 國光客運 | 忠孝北街－勞工育樂中心                           | 林業鐵路車庫園區     |
| 忠孝新民幹線支線 （紅A線） | 國光客運 | 民雄工業區服務中心－彌陀夜市                     | 林業鐵路車庫園區     |
| 樂活1路                    | 捷乘交通 | 濟美仁愛之家－榮民醫院長照點                     | 中央廣場             |
| 樂活2路                    | 捷乘交通 | 竹村里活動中心－市政府（中山路）                 | 中央廣場             |
| 樂活3路                    | 捷乘交通 | 民族國小（東市場）－奉天宮--許氏宗祠（僅限預約） | 文化公園             |
| 樂活7路                    | 捷乘交通 | 民族國小（東市場）－五港宮                       | 文化公園             |
| 樂活8路                    | 捷乘交通 | 嘉義市轉運中心－東洋新村--泰勒瓦莊園（僅限預約） | 文化公園             |

嘉義縣市區公車
| 編號 | 經營業者     | 行先         | 備註                                             |
| ---- | ------------ | ------------ | ------------------------------------------------ |
| 101  | 嘉義縣公車處 | 嘉義－塘興村 | 嘉義縣市區公車路線；在中央噴水站或文化路口站下車 |
| 102  | 嘉義縣公車處 | 嘉義－松子腳 | 嘉義縣市區公車路線；在中央噴水站或文化路口站下車 |

中長距離公路客運
| 編號 | 經營業者           | 行先                                   | 備註                                      |
| ---- | ------------------ | -------------------------------------- | ----------------------------------------- |
| 6880 | 員林客運           | 嘉義轉運站－西螺                       | 在嘉義圓環站/公明路站下車                 |
| 7202 | 嘉義客運           | 嘉義－北港(經民雄)                     | 在第一銀行站/吳鳳幼稚園站下車             |
| 7203 | 嘉義客運           | 嘉義－土庫                             | 在第一銀行站/吳鳳幼稚園站下車             |
| 7204 | 嘉義客運           | 嘉義－溪口                             | 在第一銀行站/吳鳳幼稚園站下車             |
| 7210 | 嘉義客運           | 嘉義轉運站－白河                       | 在第一銀行站下車                          |
| 7214 | 嘉義客運           | 嘉義轉運站－關子嶺                     | 在第一銀行站下車                          |
| 7217 | 嘉義客運           | 嘉義－蒜頭                             | 在第一銀行站/吳鳳幼稚園站下車             |
| 7301 | 嘉義縣公車處       | 嘉義－嘉義農場(經大埔)                 | 在中央噴水站下車                          |
| 7302 | 嘉義縣公車處       | 嘉義－奮起湖                           | 在中央噴水站下車                          |
| 7303 | 嘉義縣公車處       | 嘉義－長庚醫院(經雙溪口、故宮南院北站) | 在中央噴水站下車                          |
| 7304 | 嘉義縣公車處       | 嘉義－梅山                             | 在中央噴水站下車                          |
| 7305 | 嘉義縣公車處       | 嘉義－檳榔宅                           | 在中央噴水站下車                          |
| 7308 | 嘉義縣公車處       | 嘉義－半天岩                           | 在中央噴水站下車                          |
| 7309 | 嘉義縣公車處       | 嘉義－中正大學                         | 在中央噴水站下車                          |
| 7311 | 嘉義縣公車處       | 嘉義－埔尾                             | 在中央噴水站下車                          |
| 7312 | 嘉義縣公車處       | 嘉義－溪心寮                           | 在中央噴水站下車                          |
| 7314 | 嘉義縣公車處       | 嘉義－達邦                             | 在中央噴水站下車                          |
| 7315 | 嘉義縣公車處       | 嘉義－瑞峰                             | 在中央噴水站下車                          |
| 7316 | 嘉義縣公車處       | 嘉義－崙仔(經溪口)                     | 在中央噴水站下車                          |
| 7317 | 嘉義縣公車處       | 嘉義－大湖(經半天岩)                   | 在中央噴水站下車                          |
| 7318 | 嘉義縣公車處       | 嘉義－大湖(經埔尾)                     | 在中央噴水站下車                          |
| 7319 | 嘉義縣公車處       | 嘉義－番路(經內埔)                     | 在中央噴水站下車                          |
| 7320 | 嘉義縣公車處       | 嘉義－雙溪口(經新埤)                   | 在中央噴水站下車                          |
| 7321 | 嘉義縣公車處       | 嘉義－松腳                             | 在中央噴水站下車                          |
| 7322 | 嘉義縣公車處       | 嘉義－阿里山                           | 在中央噴水站下車                          |
| 7323 | 嘉義縣公車處       | 嘉義－梅山                             | 在中央噴水站下車                          |
| 7324 | 嘉義縣公車處       | 嘉義－朴子(經水上)                     | 在中央噴水站下車                          |
| 7325 | 嘉義縣公車處       | 嘉義－北港                             | 在中央噴水站下車                          |
| 7326 | 嘉義縣公車處       | 嘉義－朴子(經雙溪口)                   | 在中央噴水站下車                          |
| 7327 | 嘉義縣公車處       | 嘉義－布袋(經朴子)                     | 在中央噴水站下車                          |
| 7700 | 嘉義客運、台西客運 | 嘉義－斗六                             | 斗六聯營線；在第一銀行站/吳鳳幼稚園站下車 |
| 7701 | 嘉義客運、台西客運 | 嘉義－麥寮                             | 麥寮聯營線；在第一銀行站/吳鳳幼稚園站下車 |

## 周邊
- 中央七彩噴水池
- 秀泰生活嘉義店
- 嘉義市第三信用合作社總社
- 第一銀行嘉義分行
- 土地銀行嘉義分行